# Patrice Evra
Patrice Latyr Evra, francoski nogometaš, * 15. maj 1981, Dakar, Senegal.
Evra je nekdanji nogometni branilec, dolgoletni član Manchester Uniteda in Monaca ter francoske reprezentance.